# 26761 Stromboli
26761 Stromboli (2033 P-L) là một tiểu hành tinh nằm phía ngoài của vành đai chính được phát hiện ngày 24 tháng 9 năm 1960 bởi Cornelis Johannes van Houten và Ingrid van Houten-Groeneveld ở Đài thiên văn Palomar.